# Lista de deputados estaduais do Piauí da 3.ª legislatura
Esta é a lista de deputados estaduais do Piauí para a legislatura 1955–1959.

## Composição das bancadas
| Partido | Líder                         | Bancada | Posição  |
| ------- | ----------------------------- | ------- | -------- |
| PSD     | Laurentino Pereira            | 15 / 32 | Governo  |
| UDN     | Tibério Nunes                 | 11 / 32 | Oposição |
| PTB     | João Ribeiro de Carvalho      | 4 / 32  | Governo  |
| PSP     | Cândido Fernandes de Oliveira | 2 / 32  | Oposição |

## Deputados estaduais
Foram eleitos 32 deputados estaduais para a Assembleia Legislativa do Piauí.
| Número | Deputados estaduais eleitos     | Partido | Votação | Percentual | Cidade onde nasceu  | Unidade federativa |
| 41259  | Laurentino Pereira              | PSD     | 5.388   |            | São João do Piauí   | Piauí              |
| 46277  | Cândido Fernandes de Oliveira   | PSP     | 4.539   |            | Cocal               | Piauí              |
| 41533  | Constantino Pereira             | PSD     | 4.396   |            | Pedro Laurentino    | Piauí              |
| 41154  | Edison Ferreira                 | PSD     | 4.212   |            | São Raimundo Nonato | Piauí              |
| 41745  | José Freitas                    | PSD     | 4.174   |            | José de Freitas     | Piauí              |
| 22419  | Ezequias Costa                  | UDN     | 4.133   |            | Barras              | Piauí              |
| 41831  | Epaminondas Castelo Branco      | PSD     | 3.858   |            | Buriti dos Lopes    | Piauí              |
| 41283  | Clóvis Melo                     | PSD     | 3.838   |            | Paulistana          | Piauí              |
| 41193  | Antônio Gaioso                  | PSD     | 3.686   |            | Teresina            | Piauí              |
| 41194  | Antônio Santos Rocha            | PSD     | 3.423   |            | Jerumenha           | Piauí              |
| 22748  | Tibério Nunes                   | UDN     | 3.417   |            | Oeiras              | Piauí              |
| 14590  | João Ribeiro de Carvalho        | PTB     | 3.403   |            | Santana do Cariri   | Ceará              |
| 41912  | João Clímaco d'Almeida          | PSD     | 3.287   |            | Teresina            | Piauí              |
| 41940  | Cleanto Jales de Carvalho       | PSD     | 3.188   |            | Bom Jesus           | Piauí              |
| 41322  | Valdemar Ramos Leal             | PSD     | 3.143   |            | Nazaré do Piauí     | Piauí              |
| 41178  | Milton Lima                     | PSD     | 3.142   |            | Teresina            | Piauí              |
| 22593  | Venceslau de Sampaio            | UDN     | 3.105   |            | Piracuruca          | Piauí              |
| 22754  | Milton Aguiar                   | UDN     | 3.062   |            | Teresina            | Piauí              |
| 41477  | Alcides Martins Nunes           | PSD     | 3.035   |            | Valença do Piauí    | Piauí              |
| 41230  | Waldeck Bona                    | PSD     | 2.981   |            | Campo Maior         | Piauí              |
| 41160  | Caio Damasceno                  | PSD     | 2.896   |            | Paulistana          | Piauí              |
| 14623  | Alberto Luz                     | PTB     | 2.892   |            | Jaicós              | Piauí              |
| 22722  | José Severiano da Costa Andrade | UDN     | 2.882   |            | Simplício Mendes    | Piauí              |
| 14150  | Filadelfo Freire de Castro      | PTB     | 2.855   |            | Nova Iorque         | Maranhão           |
| 22749  | Heitor Cavalcanti               | UDN     | 2.705   |            | Paulistana          | Piauí              |
| 22434  | Petrônio Portela                | UDN     | 2.667   |            | Valença do Piauí    | Piauí              |
| 22413  | Raimundo Vaz da Costa Neto      | UDN     | 2.657   |            | Simões              | Piauí              |
| 22121  | Paulo Ferraz                    | UDN     | 2.654   |            | Teresina            | Piauí              |
| 22139  | Waldemar Macedo                 | UDN     | 2.645   |            | São Raimundo Nonato | Piauí              |
| 46572  | Lourenço Mourão                 | PSP     | 2.640   |            | Teresina            | Piauí              |
| 22298  | Djalma Veloso                   | UDN     | 2.401   |            | Valença do Piauí    | Piauí              |
| 14627  | Samuel Tupinambá                | PTB     | 2.288   |            | Luzilândia          | Piauí              |